# تن‌بریج
latitudeتن‌بریجlongitudeتن‌بریج
تن‌بریج (به انگلیسی: Tonbridge) یک منطقهٔ مسکونی در انگلستان است که در جنوب شرقی انگلستان واقع شده‌است.

## خصوصیات
تن‌بریج ۳۰٬۳۴۰ نفر جمعیت دارد.